# Isodon serra
Isodon serra là một loài thực vật có hoa trong họ Hoa môi. Loài này được (Maxim.) Kudô mô tả khoa học đầu tiên năm 1929.